# محمد بغدادی
محمد بغدادی (انگلیسی: Mohammad Baghdadi؛ زادهٔ ۳۰ اکتبر ۱۹۹۶) بازیکن فوتبال اهل آلمان است.
از باشگاه‌هایی که در آن بازی کرده‌است می‌توان به باشگاه فوتبال آینتراخت برانشوایگ اشاره کرد.